# Intentions (bài hát của Justin Bieber)
"Intentions" là một bài hát của ca sĩ người Canada Justin Bieber hợp tác với rapper người Mỹ Quavo từ bộ ba hip-hop Migos. Nó đã được phát hành với một video âm nhạc vào ngày 7 tháng 2 năm 2020 với vai trò là đĩa đơn thứ ba từ album phòng thu thứ năm của Bieber Changes. Vào ngày 19 tháng 3 năm 2020, Bieber đã phát hành phiên bản acoustic của bài hát, phiên bản solo không có Quavo.
"Intentions" nhận được đánh giá tích cực từ các nhà phê bình, phần lớn trong số họ khen ngợi sự hấp dẫn của bài hát trong khi một số người ca ngợi những thông điệp tích cực được mô tả trong video âm nhạc.

## Lịch sử phát hành
| Quốc gia       | Ngày                     | Định dạng                  | Hãng đĩa  | Ng.   |
| -------------- | ------------------------ | -------------------------- | --------- | ----- |
| Nhiều quốc gia | Ngày 7 tháng 2 năm 2020  | Digital download streaming | Def Jam   | [ 8 ] |
| Ý              | Ngày 14 tháng 2 năm 2020 | Đài phát thanh đương đại   | Universal | [ 9 ] |